# 7日目の決意
「7日目の決意」（なのかめのけつい）は、UVERworldの26枚目のシングル。2014年6月18日にgr8!recordsから発売された。

## 概要
前作『ナノ・セカンド』から6ヶ月ぶりとなるシングル。サポートメンバーだったサックス担当の誠果が、本作より正式メンバーとして以降の作品に参加している。UVERworld史上、表題曲のインストが収録された初の作品。
表題曲は、TAKUYA∞が夢の中で見た風景・聞こえたメロディと歌詞を作品にしたものである。ジャケットにはその夢で見たというカエルがそのままに描かれており「僕の音楽人生史上一番幸せなCDジャケットになった」と本人も喜びを語った。表題曲のMVは2種類存在しており、『7日目の決意 vol.01』はメンバー未出演であり、森本レオやエキストラを含めた約15分の短編ドラマとなっている。『7日目の決意 vol.02』は、メンバーの演奏シーンのみで構成されている。いずれも『UVERworld DOCUMENTARY THE SONG』の監督を務めた、中村哲平によるもの。
キャッチコピーは、「夢を願う時、少し強くなれる僕らの日々」

## 収録内容
| 全作詞: TAKUYA∞ (#2を除く)、全編曲: UVERworld & 平出悟。 |                                            |                    |           |      |
| #                                                        | タイトル                                   | 作詞               | 作曲      | 時間 |
| 1.                                                       | 「7日目の決意」                            | TAKUYA∞ (#2を除く) | TAKUYA∞   | 6:47 |
| 2.                                                       | 「別世界」                                 | TAKUYA∞ (#2を除く) | UVERworld | 3:11 |
| 3.                                                       | 「7日目の決意 (instrumental)」             | TAKUYA∞ (#2を除く) | TAKUYA∞   | 6:50 |
| 4.                                                       | 「7日目の決意（2013年11月9日ボイスメモ）」 | TAKUYA∞ (#2を除く) | TAKUYA∞   | 0:48 |
| 合計時間:                                                | 合計時間:                                  | 合計時間:          | 17:36     |      |

| #  | タイトル                                                        | 作詞 | 作曲・編曲 |
| -- | --------------------------------------------------------------- | ---- | ---------- |
| 1. | 「7日目の決意 Live at Nippon Budokan Queen's Party 2013.12.25」 |      |            |
| 2. | 「LIMITLESS～Live collaged ver.～」                             |      |            |
| 3. | 「CA3予告編」                                                   |      |            |

## 楽曲解説
1. 7日目の決意
この曲は、ボーカルのTAKUYA∞が夢で見たメロディと歌詞から書き上げたものだという。TAKUYA∞が見た夢は、カエルの刺繍を施した学ランを着た学生たちが、曲の冒頭にある『君は冬の夢を見て鳴く蝉』という歌詞とメロディを歌っていた、というもの。ここだけははっきり覚えていたという。レコーディングは2013年の時点ですでに終了しており、前作『ナノ・セカンド』と同時発売する予定であった。しかし、納得できる形ではなかったため、6月まで発売を延期することとなった。ライブで演奏し、より良くするための試行錯誤を繰り返したのち新たに歌い直している。
2. 別世界
インストゥルメンタル曲。
3. 7日目の決意 (instrumental)
シングルCDとしては初となる、表題曲のボーカル無しの音源。
4. 7日目の決意（2013年11月9日ボイスメモ）
表題曲を制作していたTAKUYA∞が、ボイスメモに残したデモ音源。夢で見た内容を忘れぬよう、直後にボイスメモへ録音したワンフレーズの歌詞とメロディがそのまま収録されている。